# Clomifeen
Clomifeen of clomifeencitraat verhoogt, door zijn anti-oestrogeeneffect, de frequentie van de pulsatiele secretie van gonadotropin-releasing hormone (GnRH) ter hoogte van de hypothalamus, waardoor de concentraties van LH en FSH tijdelijk verhogen.
De stof is opgenomen in de lijst van essentiële geneesmiddelen van de WHO.

## Indicaties
- Anovulatie ten gevolge van hypothalamusdysfunctie, met stimuleren van de follikelrijping en induceren van de ovulatie.

## Niet-geregistreerd gebruikbijEbola
Van de reeds bestaande geregistreerde geneesmiddelen bleek clomifeen veelbelovend in besmette muizen.

## Contra-indicaties
- Zwangerschap
- Leverinsufficiëntie
- Ovariumcysten

## Nevenwerkingen
- Verhoogd risico op ovariumkanker: studies worden betwist
- Verhoogde incidentie van multipele zwangerschap en miskraam
- Functionele ovariële cysten ontstaan vrij frequent, waardoor de behandeling tijdelijk moet worden gestaakt
- Ovariële hyperstimulatie (zelden)
- Warmte-opwellingen
- Diplopie, visusstoornissen
- Hoofdpijn

## Trivia
- op 28 februari 2019 werd door de World Bridge Federation bekendgemaakt dat de Noorse bridger Geir Helgemo (uitkomend voor Monaco) tijdens het WK 2018 was betrapt op sporen van clomifeen in zijn urine. Hij werd voor een jaar geschorst en moest zijn medailles en titel (de Rosenblum Cup) inleveren. Zijn teamgenoten werden teruggezet naar plaats 2.
- op 16 juli 2010 raakte bekend dat de Belgische mountainbiker Roel Paulissen tweemaal betrapt werd op sporen van clomifeen in het bloed.
- In 2005 werd de Australische wielrenner Rory Sutherland voor 15 maanden geschorst wegens dopinggebruik omdat in zijn urine sporen van clomifeen waren ontdekt.
- op 8 juli, 2016 werd de Amerikaanse Mixed Martial arts ligt zwaargewicht kampioen Jon Jones  van het Ultimate Fighter Championship, 2 dagen voor zijn titel verdediging positief bevonden van het gebruik van clomifeen, waardoor hij zichzelf moest terugtrekken uit het gevecht. Hoewel hij altijd zijn onschuld beweerde, werd hij door het U.S.A.D.A op 7 November 2016 voor een jaar geschorst.